# Isabelle Aubretová
Isabelle Aubretová [izabel óbre], vlastním jménem Thérèse Coquerelleová [téréz kokerel] (* 27. července 1938 Lille) je francouzská zpěvačka.
Narodila se jako páté z jedenácti dětí dělnické rodiny, od čtrnácti let pracovala v prádelně. V mládí se závodně věnovala sportovní gymnastice a v roce 1958 se stala mistryní Francie. Od roku 1960 zpívala v kabaretu na Pigalle.
V roce 1962 vyhrála Eurovision Song Contest s písní „Un premier amour“ a v roce 1968 s písní „La source“ obsadila třetí místo. Čtyřikrát se neúspěšně pokoušela získat nominaci na tuto soutěž, a to v letech 1961, 1970, 1976 a 1983.
O hlavní roli ve filmu Paraplíčka z Cherbourgu ji připravilo zranění při dopravní nehodě. Vedle zdravotních problémů její kariéru ovlivnily také kontroverze ohledně sympatií k Parti communiste français. Ve svém repertoáru má skladby Jacquese Brela, Serge Gainsbourga a Jeana Ferrata i zhudebněné básně Louise Aragona. Nazpívala také titulní píseň k seriálu Saturninova dobrodružství a k filmu Policajt. V roce 1992 převzala Řád čestné legie.
Jejím manželem je hudební producent Gérard Meys.